# Клечка, Антонин
Антонин Клечка (23 декабря 1899 — 30 сентября 1986, Прага, Чехословакия) — чехословацкий агробиолог.

## Биография
Родился 23 декабря 1899 года. С 1952 по 1962 год занимал должность председателя Академии сельскохозяйственных наук. С 1962 по 1986 год занимал должность профессора Пражского сельскохозяйственного института.
Скончался 30 сентября 1986 года в Праге. Более подробная информация отсутствует.

## Научные работы
Основные научные работы посвящены растениеводству и земледелию.
- Выполнил работы по изучению биологии и агротехники кормовых культур.
- Исследовал торфяные почвы.
- Провёл агроботаническое изучение луговых почв.
- Уделял значительное внимание развитию луговодства.

## Избранные сочинения
- Клечка А. Атлас сорных растений, 1929.
- Клечка А. Кормовые культуры, 1934.

## Членство в обществах
- Член Академии сельскохозяйственных наук ЧССР.
- 1957-86 — Иностранный член ВАСХНИЛ.
- 1962-86 — Член-корреспондент Чехословацкой АН.

## Награды и премии
- 1961 — Государственная премия ЧССР.